# Santos Iriarte
Victoriano Santos Iriarte (ur. 2 listopada 1902, zm. 10 listopada 1968) – urugwajski piłkarz, napastnik, lewoskrzydłowy. Mistrz świata z roku 1930. Obdarzany przydomkiem El Canario.
Podczas MŚ 30 zagrał we wszystkich czterech meczach Urugwaju i strzelił dwie bramki, w tym jedną w meczu finałowym. Był wówczas piłkarzem Racingu Montevideo. Grał także w CA Peñarol.